# Sol Invictus (album)
Pour les articles homonymes, voir Sol Invictus.
Albums de Akhenaton
Métèque et mat
(1995) Black Album
(2002)
Sol Invictus est le deuxième album solo d'Akhenaton, membre du groupe de rap français IAM, sorti en 2001. À ce jour, il est double disque d'or avec plus de 250 000 copies vendues.
L'album a été conçu dans les studios de La Cosca. Akhenaton explique que cinquante titres ont été enregistrés et mixés durant la conception, alors que seulement dix-neuf figurent sur la version finale de l'album (ils figureront pour la plupart sur son album suivant, Black Album). Il ajoute que les avis de ses proches ont influencé la conception et le choix final des morceaux, à l'inverse du travail sur son précédent album.
Déprimé par le décès de la chanteuse Aaliyah (à laquelle l'album est dédié), les attentats du 11 septembre et ses difficultés à gérer sa notoriété grandissante, Akhenaton ne participera pas au mastering de l'album.

## Accueil critique
Pour Le Temps, « les textes du pharaon Akhenaton sonnent de manière insolemment authentique, à l'heure des paroles en toc de nombreux rappeurs-poseurs [...], enrobés de sons aussi foisonnants qu'originaux. »
Libération commente : « Moins déterminant dans les textes que Métèque et mat, la production de Sol Invictus reste éclectique et maîtrisée ». Et plus tard : un album dans lequel il y a « beaucoup d'aigreur, de leçons de morale pénibles ».
De son côté, l'Abcdr du son juge dans un premier temps l'album « extrêmement décevant ». Dans une autre critique, la revue le qualifie de « travail de haute tenue en dépit de ses incohérences. [...] Crépusculaire et désenchanté, [...] ses qualités se dévoilaient au fil du temps, notamment l’affinement perpétuel des productions d’Akhenaton ».

## Liste des pistes
(nom du compositeur entre parenthèses)
1. Paese (Akhenaton)
2. Intro (Akhenaton)
3. Sol Invictus (Akhenaton)
4. L'assassin au SM (Akhenaton)
5. Chaque jour (Akos)
6. Le fiston feat. Veust Lyricist (Akhenaton)
7. Entrer dans la légende (Hal)
8. Nuits à Médine feat. Dad PPDA (KDD) (Akos)
9. Quand ça se disperse (Akhenaton)
10. Horizon vertical (Akhenaton)
11. Il n'est jamais trop tard feat. Le "A" (Coloquinte)  (Akhenaton)
12. Gemmes feat. Bruizza (DJ Ralph)
13. C'est ça mon frère (Akhenaton)
14. Mes traits précis feat. Samm (Coloquinte) & Fabi (Akhenaton)
15. Mes soleils et mes lunes feat. Sako (Akhenaton)
16. Une impression feat. Shurik'n (DJ Ralph)
17. New York City transit (Akos)
18. Teknishun feat. Lino (Akos)
19. Mon texte, le savon (Akhenaton)

### Réédition
L'album est réédité en 2002 avec deux changements de pistes :
- Les 2 pistes Paese et Intro sont regroupées en une seule, Paese + Intro
- Ajout de la piste J'ai vraiment pas de face (composée par DJ Ralph) entre Teknishun et Mon texte, le savon

De plus, une faute de frappe s'est glissée dans le nom du 4e titre : L'assasin au SM